# 谷在家駅

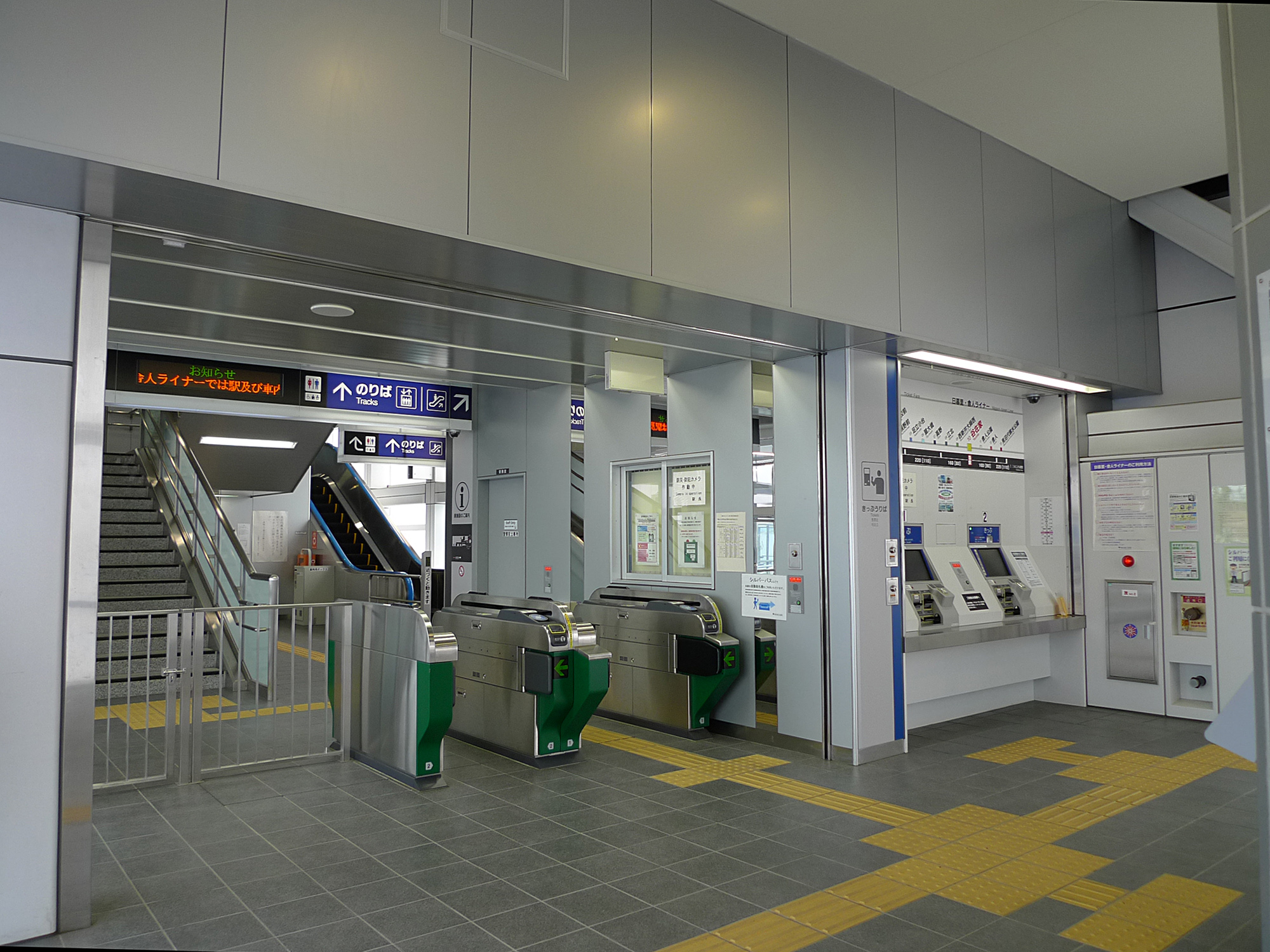
改札

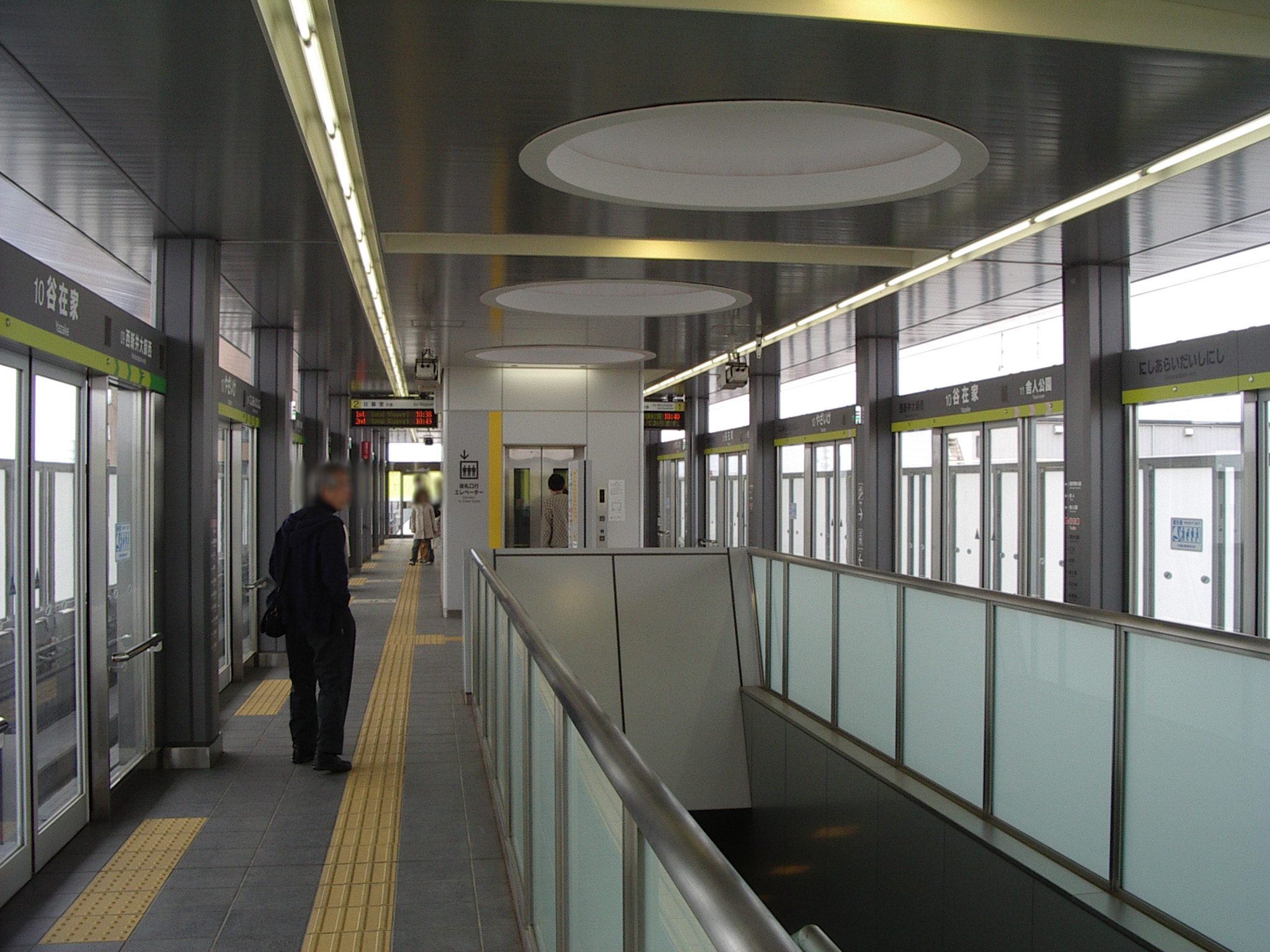
ホーム

谷在家駅（やざいけえき）は、東京都足立区谷在家三丁目にある東京都交通局日暮里・舎人ライナーの駅である。駅番号はNT 10。南隣の西新井大師西駅と共に足立区の駅としては最も西にある。

## 歴史
- 2008年（平成20年）3月30日 - 開業[2][3]。

## 駅構造
島式ホーム1面2線を有する高架駅である。

### のりば
| 番線 | 路線                 | 行先               |
| ---- | -------------------- | ------------------ |
| 1    | 日暮里・舎人ライナー | 見沼代親水公園方面 |
| 2    | 日暮里・舎人ライナー | 日暮里方面         |

## 利用状況
2023年（令和5年）度の1日平均乗降人員は10,574人（乗車人員：5,345人、降車人員：5,234人）である。日暮里・舎人ライナー13駅中第6位。
開業以来の1日平均乗降・乗車人員の推移は下表の通りである。
| 年度               | 1日平均 乗降人員 | 1日平均 乗車人員 | 出典     |
| ------------------ | ---------------- | ---------------- | -------- |
| 2007年（平成19年） |                  | 3,862            | [ * 1 ]  |
| 2008年（平成20年） | 5,061            | 2,568            | [ * 2 ]  |
| 2009年（平成21年） | 6,172            | 3,125            | [ * 3 ]  |
| 2010年（平成22年） | 6,700            | 3,387            | [ * 4 ]  |
| 2011年（平成23年） | 6,942            | 3,516            | [ * 5 ]  |
| 2012年（平成24年） | 7,100            | 3,598            | [ * 6 ]  |
| 2013年（平成25年） | 7,639            | 3,863            | [ * 7 ]  |
| 2014年（平成26年） | 8,056            | 4,080            | [ * 8 ]  |
| 2015年（平成27年） | 8,636            | 4,373            | [ * 9 ]  |
| 2016年（平成28年） | 9,169            | 4,643            | [ * 10 ] |
| 2017年（平成29年） | 9,892            | 5,007            | [ * 11 ] |
| 2018年（平成30年） | 10,532           | 5,323            | [ * 12 ] |
| 2019年（令和元年） | 10,870           | 5,493            | [ * 13 ] |
| 2020年（令和02年） | 8,681            | 4,386            |          |
| 2021年（令和03年） | 9,246            | 4,673            |          |
| 2022年（令和04年） | 9,863            | 4,987            |          |
| 2023年（令和05年） | 10,579           | 5,345            |          |

備考
1. ↑  2008年3月30日開業。開業日から同年3月31日までの計2日間を集計したデータ[9]。

## 駅周辺
- 東京都立足立工科高等学校
- 都営谷在家アパート
- 谷在家保育園
- 西友加賀鹿浜店
- しまむら谷在家店
- 永昌院（皿沼不動尊）
- 清徳寺
- 足立成和信用金庫 皿沼支店

## バス路線
谷在家駅
- 五色桜通り江北二丁目方面
  - 国際興業バス
    - 川15・川15-2 - 川口駅東口行（川口元郷駅経由）
    - 川15-3 - 皿沼不動行 ※夜間のみ

谷在家団地
- 五色桜通り江北二丁目方面
  - 東武バスセントラル
    - 西01 - 西新井駅西口・鹿浜中学校行

谷在家一丁目
- 尾久橋通り北行
  - 都営バス
    - 里48 - 見沼代親水公園駅前行 ※平日のみ運行

  - 東武バスセントラル
    - 西01 - 西新井駅西口・鹿浜中学校行
- 尾久橋通り南行
  - 都営バス
    - 里48 - 日暮里駅前行 ※平日のみ運行

## 隣の駅
東京都交通局
 日暮里・舎人ライナー
西新井大師西駅 (NT 09) - 谷在家駅 (NT 10) - 舎人公園駅 (NT 11)